# Европско првенство у атлетици у дворани 1974 — скок удаљ за мушкарце
Такмичење у скоку удаљ у мушкој конкуренцији на 5. Европском првенству у атлетици у дворани 1974. одржано је 10. марта 1974. године у дворани Скандинавијум у Гетеборгу, Шведска.
Титулу европског првака освојену на Европском првенству у дворани 1973. у Ротердаму бранио је Ханс Баумгартнер из Западне Немачке.

## Земље учеснице
Учествовало је 12 атлетичара из 9 земаља.
1. Источна Немачка (2)
2. Француска (1)
3. Пољска (1)
4. Румунија (1)
5. Совјетски Савез (2)
6. Шпанија (1)
7. Шведска (1)
8. Уједињено Краљевство (1)
9. Западна Немачка (2)

## Рекорди
| Рекорди пре почетка Европског првенства у дворани 1974.     | Рекорди пре почетка Европског првенства у дворани 1974. | Рекорди пре почетка Европског првенства у дворани 1974. | Рекорди пре почетка Европског првенства у дворани 1974. | Рекорди пре почетка Европског првенства у дворани 1974. | Рекорди пре почетка Европског првенства у дворани 1974. |
| ----------------------------------------------------------- | ------------------------------------------------------- | ------------------------------------------------------- | ------------------------------------------------------- | ------------------------------------------------------- | ------------------------------------------------------- |
| Светски рекорд                                              | Боб Бимон                                               | Сједињене Америчке Државе                               | 8,30                                                    | Детроит, САД                                            | 13. март 1968.                                          |
| Европски рекорд у дворани                                   | Игор Тер-Ованесјан                                      | Совјетски Савез                                         | 8,23                                                    | Дортмунд Западна Немачка                                | 27. март 1966.                                          |
| Рекорди европских првенстава у дворани                      | Ханс Браунгартнер                                       | Западна Немачка                                         | 8,12                                                    | Софија, Бугарска                                        | 14. март 1971.                                          |
| Рекорди после завршеног Европског првенства у дворани 1974. |                                                         |                                                         |                                                         |                                                         |                                                         |
| Рекорди европских првенстава у дворани                      | Жан Франсоа Бонем                                       | Француска                                               | 8,17                                                    | Гетеборг, Шведска                                       | 10. март 1974.                                          |

## Освајачи медаља
|                             |                                  |                            |
| Жан Франсоа Бонем Француска | Ханс Баумгартнер Западна Немачка | Макс Клаус Источна Немачка |

## Резултати

### Финале
| Пласман | Атлетичарка        | Земља                | 1.   | 2.   | 3.   | 4.   | 5.   | 6.   | Резултат | Белешка |
| ------- | ------------------ | -------------------- | ---- | ---- | ---- | ---- | ---- | ---- | -------- | ------- |
|         | Жен Франсоа Бонем  | Француска            | 8,17 | x    | x    | x    | x    | x    | 8,17     | НРд     |
|         | Ханс Баумгартнер   | Западна Немачка      | 7,95 | 8,10 | 6,26 | 7,68 | 7,99 | 7,95 | 8,10     |         |
|         | Макс Клаус         | Источна Немачка      | x    | 7,42 | 8,03 | 7,66 | 7,68 | 7,99 | 8,03     |         |
| 4.      | Валериј Подлушни   | Совјетски Савез      | 7,58 | x    | 7,72 | 7,97 | x    | 7,82 | 7,97     |         |
| 5.      | Гжегож Цибулски    | Пољска               | 7,82 | 7,79 | x    | 7,63 | 7,86 | 7,77 | 7,86     |         |
| 6.      | Ален Лервил        | Уједињено Краљевство | x    | 7,69 | 7,84 | 7,68 | x    | x    | 7,84     |         |
| 7.      | Рафаел Бланкер     | Шпанија              | 7,47 | 7,64 | 7,69 | 7,65 | 7,66 | x    | 7,69     |         |
| 8.      | Франк Валтерберг   | Источна Немачка      | 7,49 | 7,65 | 7,52 | 7,36 | 7,35 | 7,36 | 7,65     |         |
| 9.      | Улф Јарфелт        | Шведска              |      |      |      |      |      |      | 7,60     |         |
| 10.     | Карол Корбу        | Румунија             |      |      |      |      |      |      | 7,34     |         |
| 11.     | Андреас Глерфелд   | Западна Немачка      |      |      |      |      |      |      | 7,27     |         |
| 12.     | Алексеј Переверсев | Совјетски Савез      |      |      |      |      |      |      | 6,95     |         |

## Укупни биланс медаља у скоку удаљ за мушкарце после 5. Европског првенства у дворани 1970—1974.
|    | Земља           |   |   |   |    |
| -- | --------------- | - | - | - | -- |
| 1. | Западна Немачка | 2 | 2 | 0 | 4  |
| 2. | Источна Немачка | 1 | 2 | 1 | 4  |
| 3. | Совјетски Савез | 1 | 1 | 0 | 2  |
| 4. | Француска       | 1 | 0 | 0 | 1  |
| 5. | Чехословачка    | 0 | 0 | 1 | 1  |
| 5. | Пољска          | 0 | 0 | 1 | 1  |
| 5. | Румунија        | 0 | 0 | 1 | 1  |
| 5. | Шпанија         | 0 | 0 | 1 | 1  |
|    | Укупно {8}      | 5 | 5 | 5 | 15 |

|    | Атлетичар         | Земља           |   |   |   |   |
| -- | ----------------- | --------------- | - | - | - | - |
| 1. | Ханс Браумгартнер | Западна Немачка | 2 | 2 | 0 | 4 |
| 2. | Макс Клаус        | Источна Немачка | 1 | 1 | 1 | 3 |